# Boudh (stad)
Boudh (ook Baudhgarh genoemd) is een stad en notified area in het district Boudh in de staat Odisha in India. Het is de hoofdstad van het district en ligt aan de oever van de Mahanadi, de grootste rivier van de staat Odisha.

## Demografie
Volgens de Indiase volkstelling van 2001 wonen er 17.996 mensen in Baudhgarh, waarvan 52% mannelijk en 48% vrouwelijk is. De plaats heeft een alfabetiseringsgraad van 72%.